# Karamatina
La rue Karamatina (en serbe cyrillique : Караматина) est située à Belgrade, la capitale de la Serbie, dans la municipalité de Zemun et dans le quartier de Donji Grad.
Son nom est un hommage à la famille Karamata, une riche et influente famille de Zemun.

## Parcours
La rue Karamatina naît au croisement du Trg Branka Radičevića, la « place Branko Radičević », et de la rue Glavna, la rue principale de Zemun. Elle s'oriente vers l'est, croise sur sa gauche la rue Njegoševa puis traverse les rues Lagumska et Fruškogorska. Elle se termine au niveau du Kej oslobođenja, le « Quai de la Libération », au bord du Danube.

## Architecture
Au n° 17 de la rue se trouve la maison de la famille Karamata, construite en 1764 dans un style baroque ; de nombreuses personnalités y ont séjourné, comme l'empereur d'Autriche Joseph II, le patriarche serbe Josif Rajačić et Vuk Stefanović Karadžić, le grand réformateur de la langue serbe ; en raison de sa valeur architecturale et historique, elle est inscrite sur la liste des monuments culturels de grande importance de la république de Serbie et sur la liste des biens culturels protégés de la ville de Belgrade.